# 佐藤旭 (俳優)
佐藤 旭（さとう あきら、1960年8月5日 - ）は、日本の俳優である。

## 人物
劇団青年座出身。2006年にシオノギの「動脈硬化」キャンペーンのCMのサラリーマン役で注目を浴びる。主にドラマの脇役や、CM等の出演が多い。

## 出演

### テレビドラマ

#### NHK
- 大河ドラマ
  - 利家とまつ〜加賀百万石物語〜（2002年）16話、29話
  - 新選組!（2004年）14話、17話 役人役
  - 義経（2005年）
  - 篤姫（2008年）19話、22話 宇津木六之丞役
  - 龍馬伝（2010年）3話 高柳重光役
- ロッカーのハナコさん（2000年）3話 上司役
- 柳生十兵衛七番勝負（2006年）4話 山賀清二郎役
- 白洲次郎（2009年）最終回 外務省の役人役
- 祝女（2010年）セミレギュラー バーのマスター役
- 赤ひげ（2017年）最終回 医者役
- 正月時代劇陽炎の辻完結編（2017年）柳生主膳正役
- みをつくし料理帖スペシャル（2019年）御用商人役
- 一橋桐子の犯罪日記（2022年）2話 青木役

#### 日本テレビ
- 犯罪心理捜査ファイルボーダー（1999年）6話 志水役
- 天使が消えた街（2000年）最終回 医師役
- シンデレラは眠らない（2000年）2話 教師役
- 明日があるさ（2001年）1話 司会者役
- 怖い日曜日2000（2000年）16話 夫役
- Mother（2010年）2話 市役所職員役
- 町医者ジャンボ（2013年）4話 眼科医役
- そして、誰もいなくなった（2016年）2話 幹部役
- ウチの夫は仕事ができない（2017年）5話 上司役

#### TBS
- 二十六夜参り（1998年）前園軍平役
- 日曜劇場サラリーマン金太郎（2000年）2話 アナウンサー役
- JAPANESE AMERICAN（2001年）5話 ケン ヤマモト ヒラマシ役
- 月曜ドラマスペシャル萩原朔太郎の亡霊（2002年）辻康彦役
- マンハッタンラブストーリー（2003年）準レギュラー 再現ドラマの男役
- 怪談新耳袋 中学の同級生（2006年）
- ULTRASEVEN X（2007年）
- 月曜ゴールデン刑事シュート しゅうと&ムコの事件日誌（2008年）町井慎平役
- 黒の女教師（2011年）8話 面接官役
- 月曜ゴールデン山岳刑事日本百景山殺人事件（2012年）古岩吾郎役
- リミット（2013年）7話 父親役
- SAKURA〜事件を聞く女〜（2014年）8話 成宮良明役
- 義母と娘のブルース（2018年）客役
- 月曜名作劇場銭の捜査官西カネコ（2019年）
- 凪のお暇（2019年）7話 山城役

#### フジテレビ
- 総理と呼ばないで（1997年）最終回 新総理側近役
- 板橋マダムス（1998年）6話 ホテルマン役
- お水の花道（1999年）12話 客役
- らせん（1999年）3話 科捜研役
- 涙をふいて（2000年）4話 面接官役
- 天体観測（2002年）10年 司会者役
- オカンは宇宙を支配する（2002年）医者役
- 顔（2003年）9話 担当医役
- 金曜エンタテイメント赤い霊柩車（2003年）18話 医師役
  - （2004年）19話 支配人役
- SLOW DANCE（2005年）4話 不動産屋役
- 東京フレンズ（2005年）1話 連れの男役
- 金曜エンタテイメントひみつな奥さん（2006年）客役
- 金曜エンタテイメント 蒼い描点（（2006年）フロント役
- コード・ブルー -ドクターヘリ緊急救命-（2008年） - 本山邦夫 役
- 誰も守れない（2008年）医師役
- 婚カツ!（2009年）8話 司会者役
- ハニートラップ（2013年）役員役
- ミスパイロット（2013年）医師役
- 金曜プレステージ 女請負人（2014年）刑事課課長役
- ナースのお仕事スペシャル2（2014年）ER責任者役
- 黒い看護婦（2015年）
- 大豆田とわ子と三人の元夫（2021年） - 城久間幹夫 役
- 元彼の遺言状 第9話・第10話（2022年6月6日・13日、フジテレビ）

#### テレビ朝日
- 月曜女のサスペンス 通勤新幹線替玉事件（1992年）倉本刑事役
- ガラスの仮面2（1998年）
- 手塚治虫劇場 カノン（2000年）ボーイ長役
- 金曜ナイトドラマ 嫉妬の香り（2001年）3話 フロント役
- 土曜ワイド劇場 モラリスク調査員10分で死ぬ！（2002年）光岡役
- ドスペ安倍晋三物語（2006年）田中均役
- 相棒10 元旦スペシャル（2012年）橋本孝雄役
- 土曜ワイド劇場100の資格を持つ女（2014年）8話 追田俊一役
- 事件18（2017年）裁判長役
- プライベートバンカー 第1話（2025年1月9日、テレビ朝日）

#### テレビ東京
- 月曜女のサスペンス 通勤新幹線替玉事件（1992年）倉本刑事役
- ザミステリー ミイラが呼んでいる（2002年）ノブオ番内役
- 女と愛とミステリー犯罪交渉人（2001年）レポーター役
  - 寝台特急はやぶさの女（2003年）岸要役
- Deep Love（2004年）2話 刑事役
- Lドラ café吉祥寺（2008年）26話 ひふみの父役
- 水曜ミステリー9 農家の嫁は弁護士 神谷純子のふるさと事件簿（2009年）杉原仁史役
  - 北アルプス山岳救助隊 柴門一鬼（2009年）大槻隆夫役
- 三匹のおっさん（2014年）1話 社員役
- コードミラージュ（2017年）6話 警視役
- びしょ濡れ探偵 水野羽衣（2019年）人事部長役

#### WOW WOW
- 犯人に告ぐ（2007年）レポーター役
- 隠蔽指令（2008年）1話 社員役
- ヒトリシズカ（2012年）刑事役
- 地の塩（2014年）4話 馬場の父役
- 天使のナイフ（2014年）1話 北浦和署署長役
- 予告犯（2015年）右陪審役
- プラージュ（2017年）最終回 面接官役

### 映画
- あぶない刑事（1987年）警官役
- 釣りバカ日誌（1988年）社員役
- サトラレ（2001年）試験官役
- ピカレスク人間失格（2002年）佐知子の義兄役
- SPY SORGE-ゾルゲ（2003年）看守役
- COSMIC RESCUE（2003年）冴島の側近役
- TOKYO TOWER（2004年）給仕長役
- バースデー・ウェディング（2005年）司会者役
- 絶対恐怖Boothブース（2005年）ディレクター役
- DEATH NOTE THE LAST NAME（2006年）詩緒の父役
- The Grudge2（2006年）医師役
- SHUTTER（2007年）電車の乗客役
- 涙でいっぱいになったペットボトル（2007年）医師役
- 母外与子 愛と悲しみを越えて（2007年）山田役
- ハゲタカ（2009年）銀行員役
- 沈まぬ太陽（2009年）招待客役
- ハナミズキ（2010年）面接官役
- 猿ロック（2010年）幹部役
- 洋菓子店コアンドル（2011年）給仕長役
- マスカレードホテル（2019年）花嫁の父役
- ポプラン（2022年）[2]北原先生役

### テレビ番組
- 行列のできる法律相談所